# AA Votuporanguense
AA Votuporanguense is een Braziliaanse voetbalclub uit de stad Votuporanga in de staat São Paulo in Brazilië. 

## Geschiedenis
De club werd opgericht in 1956 en speelde 29 seizoenen in de tweede klasse van het Campeonato Paulista tussen 1961 en 1993 met enkele seizoenen onderbreking. Tot 1996 speelde de club nog in de vierde klasse. In 2000 speelde de club nog één seizoen in de vijfde klasse en werd daarna ontbonden. In 2009 pas werd een opvolger in de stad opgericht met CA Votuporanguense. 